# プラカーシュ・ラージ
プラカーシュ・ラージ（カンナダ語: ಪ್ರಕಾಶ್ ರೈ、英語: Prakash Raj、1965年3月26日 - ）はインドの映画人。カルナータカ州ベンガルールで生まれた。俳優、映画製作者、映画監督、テレビ司会者とさまざまな側面からインド映画界を支えている。
1998年に日本でも公開されたインド映画「ボンベイ」では、俳優としてクマール役を演じている。

## 作品
- ボンベイ（1995年）
- バブーを探せ!（1998年）
- ブリンダーヴァナム 恋の輪舞（2010年）
- ミルカ（2013年）
- ルドラマデーヴィ 宿命の女王（2015年）
- 伝説の女優 サーヴィトリ（2018年）
- ランガスタラム（2018年）
- リシの旅路（英語版）（2019年）
- Sarileru Neekevvaru（2020年）
- K.G.F: CHAPTER 2（2022年）
- PS1 黄金の河（2022年）
- PS2 大いなる船出（2023年）
- デーヴァラ（2024年）